# Acción hipotecaria
La acción hipotecaria o ejecución de hipoteca confiere a su titular la facultad de dirigirse al Juzgado competente, en el territorio donde radica la finca registral o derecho inscrito, y solicitar directamente la venta forzosa del bien o derecho gravado con la hipoteca. Mediante el uso de esta acción real, el acreedor hipotecario puede obtener, de manera inmediata, la realización forzosa del inmueble o derecho que es objeto de la hipoteca, para hacerse pago de la deuda garantizada con el numerario resultante del apremio. 
El medio de realización normal consiste en la celebración de un acto público para la venta forzosa, con publicidad y libre concurrencia, que se denomina subasta.
El ejercicio de la acción hipotecaria tiene que efectuarse en conexión con el Registro de la Propiedad, que tiene que dejar acreditada la inscripción y subsistencia de la hipoteca que ampara la ejecución que es consecuencia del ejercicio de la acción.